# Ixora praetermissa
Ixora praetermissa är en måreväxtart som beskrevs av De Block. Ixora praetermissa ingår i släktet Ixora och familjen måreväxter. Inga underarter finns listade i Catalogue of Life.